# Torre de l'Alfalsar
La Torre de L'Alfalsar, també coneguda com a Torre de la Falsa, Torre Falzà, o simplement Torre L'Alfasar, és un monument del municipi d'Albocàsser, a la comarca de l'Alt Maestrat, catalogat com Bé d'Interès Cultural, per la Generalitat Valenciana.
És a la rodalia de la població, aproximadament a un quilòmetre de distància, a l'anomenat camí de Serratella, dins d'una masia que va haver d'incorporar la torre com a element defensiu de les explotacions agrícoles aïllades, pel que hi adossades existeixen petites construccions d'ús agrícola.

## Descripció
Presenta planta rectangular amb fàbrica de maçoneria, reforçada en les cantonades per petits carreus. Vindria a tenir l'alçada equivalent a una casa amb planta baixa i dos pisos i s'hi poden contemplar finestres al centre dels murs. La coberta es divideix en dues meitats, una vessant, plana de teula, i una altra, més elevada, que està rematada en corona emmerletada.
L'entrada es fa per una porta adovellada, al primer pis hi ha una finestra rectangular i una altra de menor grandària al segon, on a més es pot observar petits cans que podríem considerar com restes d'un antic matacà. També té petites finestres alinidades a la resta de les façanes. Actualment es conserva a la coberta inferior al costat del testera, les restes del que va haver de ser antigament una xemeneia.

## Història
Es va construir entre finals del segle xv i gairebé tot el segle xvi, tot i que està datat el 1548, i si atenem a la inscripció existent en la llinda de la porta, va pertànyer a un notari anomenat Juan Miquel.